# Fey-en-Haye

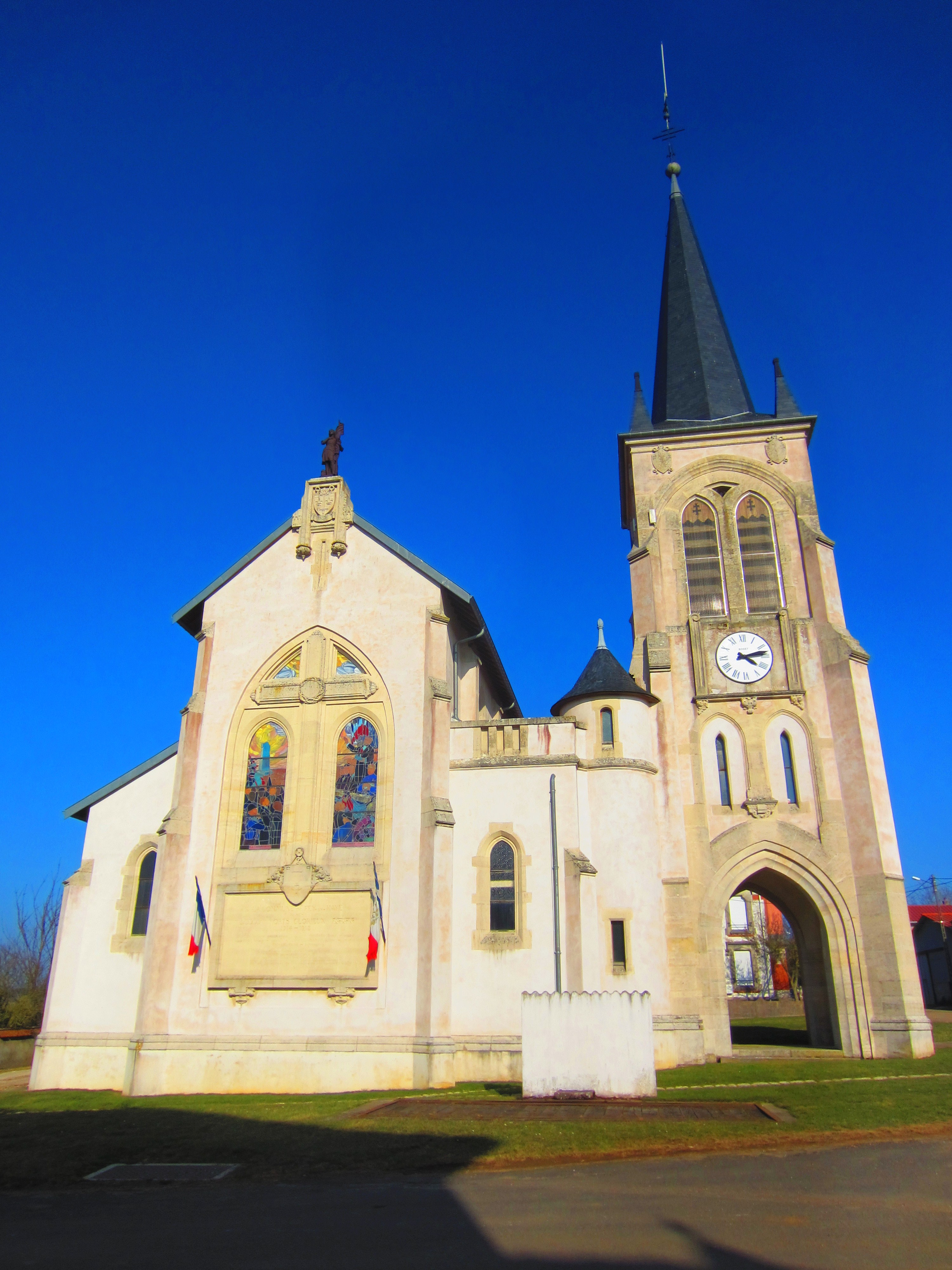
Kościół Podwyższenia Krzyża Świętego (2012)

Fey-en-Haye – miejscowość i gmina we Francji, w regionie Grand Est, w departamencie Meurthe i Mozela.
Według danych na rok 1990 gminę zamieszkiwały 72 osoby, a gęstość zaludnienia wynosiła 10 osób/km² (wśród 2335 gmin Lotaryngii Fey-en-Haye plasuje się na 973. miejscu pod względem liczby ludności, natomiast pod względem powierzchni na miejscu 815.).

## Populacja

Populacja Fey-en-Haye w latach 1962–2008